# Xkcd

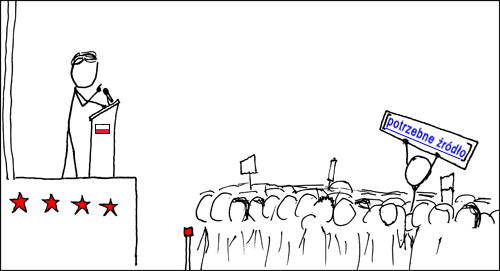
Przykład komiksu nawiązującego do Wikipedii zatytułowany „Protestujący Wikipedysta”

xkcd – komiks internetowy tworzony przez Randalla Munroe’a, absolwenta Christopher Newport University, który pracował jako kontrahent dla NASA.
Komiks powstał we wrześniu 2005 roku i określany jest jako „komiks o romansach, sarkazmie, matematyce i języku”. Tytuł komiksu nie jest żadnym akronimem ani nie zawiera żadnego znaczenia; oficjalnie określany jest jako „ceniony i pilnie strzeżony punkt w przestrzeni łańcuchów znaków”.
Komiks porusza różne tematy, od miłości (niektóre odcinki zawierają wiersze) po dowcipy matematyczne i naukowe. Niektóre odcinki nawiązują także do współczesnej popkultury, inne do zagadnień informatycznych takich jak SQL injection.
Choć większość z odcinków zawiera proste, „patyczkowate” postaci, w niektórych z odcinków pojawiają się krajobrazy, równania matematyczne lub imitacje innych rysowników. Od czasu do czasu pojawia się również realizm. Są też odcinki traktujące o Wikipedii.
xkcd publikowany jest na licencji Creative Commons (uznanie autorstwa, do użytku niekomercyjnego).